# Új-Hollandia (Ausztrália)

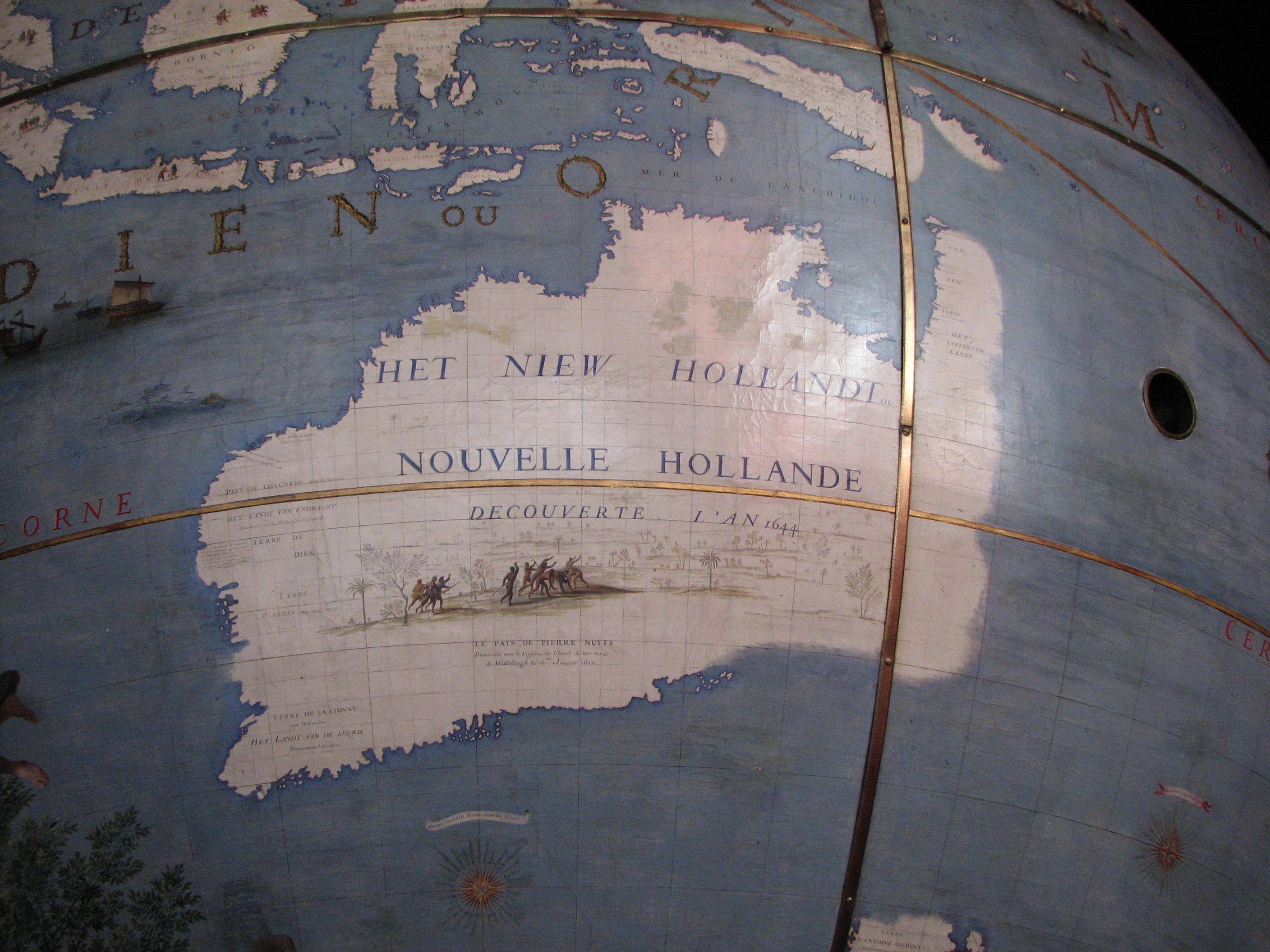
Új-Hollandia Coronelli-féle földgömbön, 1681-ből

Új-Hollandia (holland: Nieuw Holland; latin: Nova Hollandia) az Ausztrália szárazföldi részének európaiak által használt, történelmi elnevezése. A nevet Ausztráliával összefüggésben először 1644-ben használta a holland tengerész, Abel Janszoon Tasman. Az elnevezést annak ellenére az egész „déli földrészre”, azaz a déli földtekén a korabeli feltételezések szerint létező Terra Australisra alkalmazták, hogy a kontinens partvonalát akkor még nem térképezték fel teljesen; viszont miután a britek 1788-ban letelepedtek a későbbi Sydney környékén, a földrész keleti területét, amire a britek igényt tartottak, Új-Dél-Walesre keresztelték át, és csak a nyugati rész tekintetében maradt meg az Új-Hollandia kifejezés. Az Új-Hollandia név végül félhivatalosan maradt fenn, és egészen az 1850-es évek közepéig azzal gyakran jelölték a teljes kontinenst.

## Történelem

### Nova Hollandia a holland felfedezések aranykorában

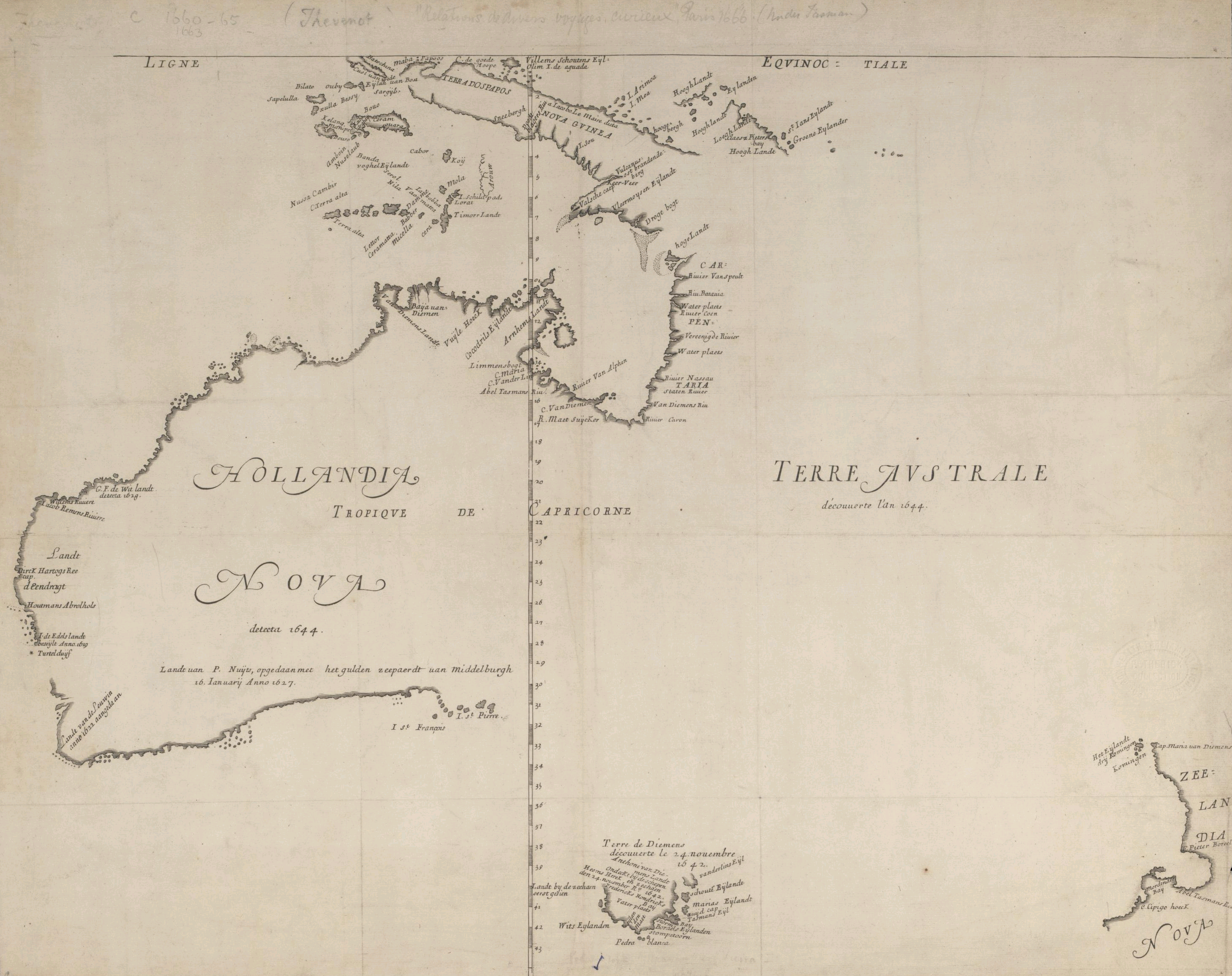
Melchisedech Thevenot (1620?–1692): Új-Hollandia 1644-es térképe Joan Blaeu, holland kartográfus térképe alapján.

A holland hajós, a leginkább (az általa Van Diemen-földnek elnevezett) Tasmania felfedezéséről ismert Abel Tasman használta először az Új-Hollandia nevet 1644-ben, Ausztrália nyugati és északi partjaival összefüggésben. Az angol hajóskapitány, William Dampier a nevet két, a térségben tett útjának leírásában is említette: az első alkalommal 1688. január 5-én érkezett a földrészhez, és március 12-én hajózott tovább, majd a második felfedezőútra 1699-ben került sor. Viszont a névadáson túl sem Hollandia, sem a Holland Kelet-indiai Társaság nem tartott igényt területre az ausztrál földrészen. Noha az első, 1606-os holland látogatás óta számos holland expedíció érintette a kontinens partvidékét, a tartós letelepedést ott nem kísérelték meg. A kor felfedezőinek többsége arra a következtetésre jutott, hogy a víz és a termékeny talaj nyilvánvaló hiánya a térséget alkalmatlanná tette a gyarmatosításra.

## A név változása
A brit gyarmatosítást követően az Új-Hollandia név még évtizedekig fennmaradt, míg a déli sarkot elfoglaló földrészre kezdték el használni a Terra Australis vagy esetenként rövidített Australia nevet. Mindazonáltal a 19. században a gyarmati hatóságok fokozatosan megszüntették a holland név használatát az ausztrál kontinensre, ám ahelyett, hogy újabb nevet vezettek volna be, a sarkvidéki kontinens Australia nevét vették kölcsön, ami mintegy 80 évre bizonytalanságot okozott a kontinensek elnevezésében . Ennek ellenére az Új-Hollandia nevet még évtizedekig használták az atlaszokban, a szakirodalomban és a köznyelvben is.

### A holland korszak után

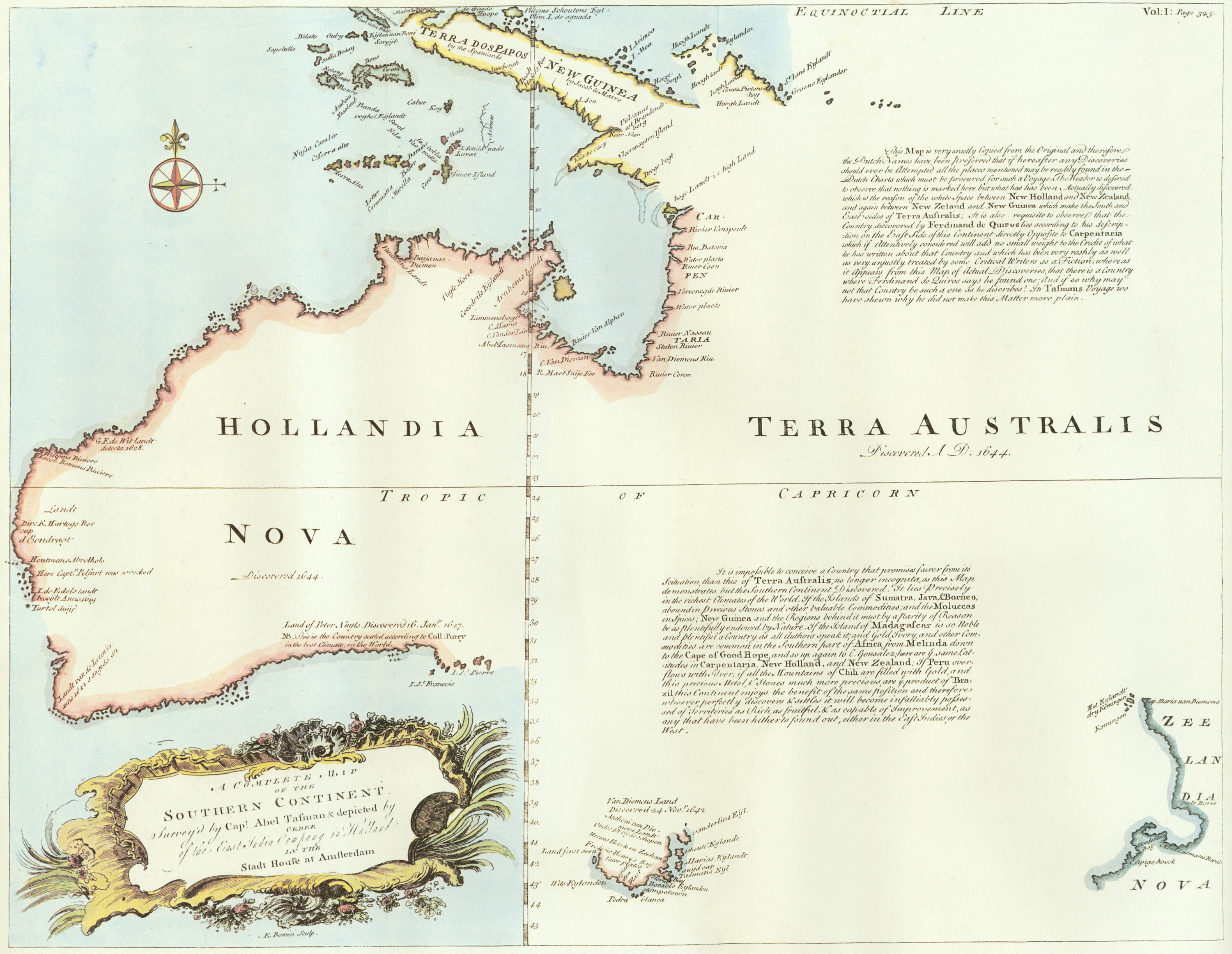
Hollandia Nova – Terra Australis egy 1744-es tengerészeti térképen

1770. augusztus 22-én, miután Ausztrália keleti partja mentén északra hajózott, James Cook a felfedezőútjával érintett teljes partvidéket brit területnek nyilvánította. Cook a területet először Új-Walesnek (New Wales) nevezte, majd azt Új-Dél-Walesre (New South Wales) módosította. Sydney mai területén az első település 1788-as megalapításával a britek megerősítették igényüket Ausztrália keleti részére, amit ekkor már hivatalosan is Új-Dél-Walesnek neveztek. A gyarmat első kormányzójának, Arthur Phillipnek adott megbízólevél a határt a keleti hosszúság 135°-aként határozta meg, ami egybeesett Melchisédech Thévenot-nak az 1663-ban, Párizsban kiadott Hollandia Nova – Terre Australe tengerészeti térképén jelzett határvonallal.

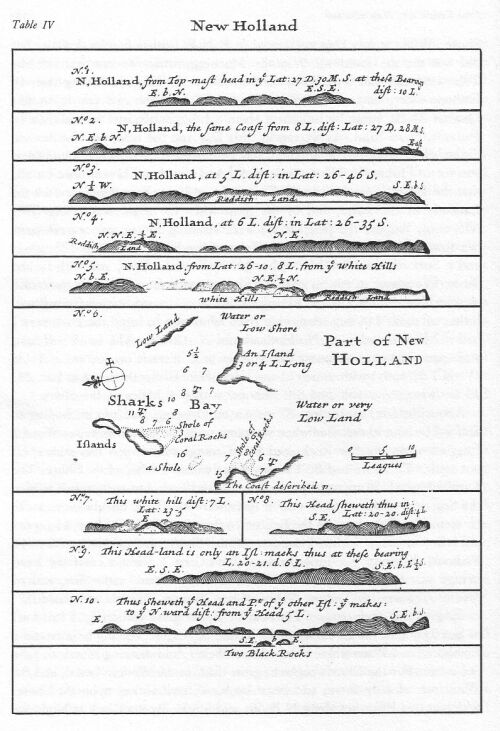
Új-Hollandia egy részének William Dampier-féle térképe 1699-ből

Az Új-Hollandia kifejezéssel ekkor a leggyakrabban a kontinens azon részét illették, amit nem csatoltak Új-Dél-Waleshez, azaz a földrész nyugati felét. 1804-ben a brit hajós, Matthew Flinders a Terra Australis vagy Australia név használatát javasolta a teljes kontinensre, jóllehet a brit területektől az Új-Hollandia névvel különböztette volna meg a földrész nyugati részét. Leveleiben továbbra is az Ausztrália nevet használta, hogy támogatást nyerjen a név bevezetéséhez.
A javaslatát először elutasították, majd aztán 1824-ben az új nevet a brit kormány is elfogadta. Új-Dél-Wales nyugati határát 1825-ben a keleti hosszúság 129°-ig terjesztették ki. 1826-ben a britek aztán Új-Hollandia délnyugati részén, a mai Nyugat-Ausztráliában, Albany néven települést alapítottak, és – az Új-Dél-Walesbe vezető útvonal fontossága miatt – jelezték igényüket a területre, hogy megelőzzék a franciák hasonló törekvéseit. Új-Dél-Wales akkori kormányzója, Ralph Darling Edmund Lockyert bízta meg az expedíció vezetésével, és azzal a paranccsal indította útnak, hogy amennyiben bárhol franciákkal találkozik, csapataival szálljon partra, és jelezze, hogy „Új-Hollandia teljes területe Őfelsége, a brit uralkodó kormányának uralma alá tartozik." 1828-ban aztán újabb település megalapítására került sor, ezúttal a Swan folyó partján, és a település nevének – Swan menti kolónia – jelentése hamarosan a földrész teljes nyugati részére kiterjedt. Ugyanakkor Charles Fremantle admirális, Fremantle kikötővárosának névadója is az Új-Hollandia nevet használta a teljes kontinenset illetően, amikor 1829. május 9-én, IV. György brit király nevében formálisan is birtokba vette „Új-Hollandia mindazon részét, amely nem tartozik Új-Dél-Wales területéhez." 1832-ben ez a terület hivatalosan is megkapta a Nyugat-Ausztrália nevet.
A londoni brit kormány és Új-Dél-Wales közötti hivatalos levelezésben még 1837-ben is feltűnik az Új-Hollandia név a teljes földrészre vonatkoztatva.
Hollandiában a kontinenst egészen a 19. század végéig Nieuw Holland névvel illették. A mai holland név: Australië.

## Fordítás
- Ez a szócikk részben vagy egészben  a   New Holland (Australia) című angol Wikipédia-szócikk ezen változatának fordításán alapul.  Az eredeti cikk szerkesztőit annak laptörténete sorolja fel. Ez a jelzés csupán a megfogalmazás eredetét és a szerzői jogokat jelzi, nem szolgál a cikkben szereplő információk forrásmegjelöléseként.